# Turów (stacja kolejowa)
Turów – stacja kolejowa w Turowie, w województwie śląskim, w Polsce. Obsługuje lokalny ruch pasażerski do Kielc, Włoszczowy i Częstochowy.

## Ruch pasażerski
| Rok  | Wymiana pasażerska na dobę |
| ---- | -------------------------- |
| 2017 | 20-49                      |
| 2022 | 50-99                      |

Przystanek zbudowano pod nazwą Olsztyn i pod nią funkcjonował on do lat 60., kiedy wprowadzono obecną nazwę.

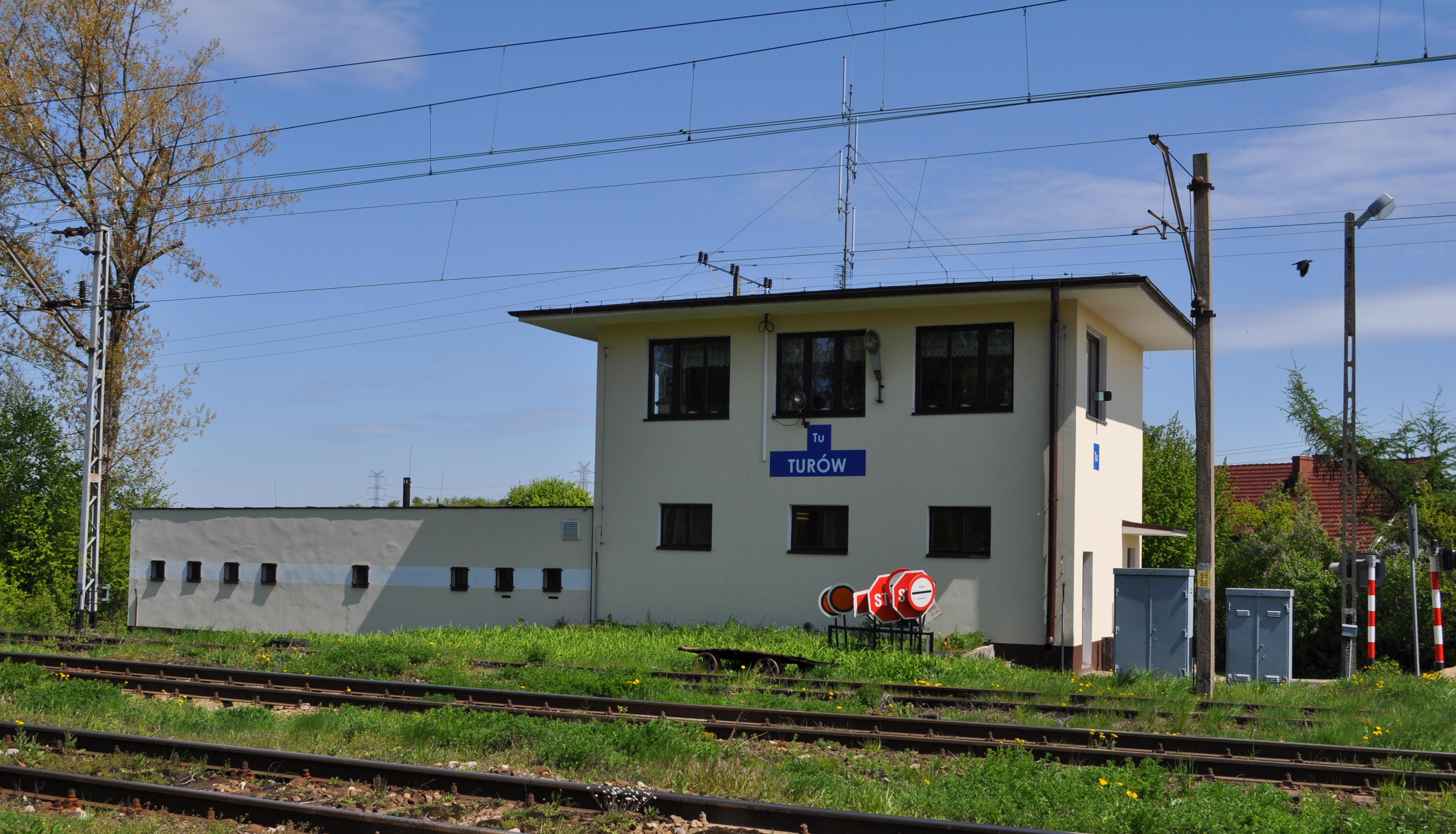
Nastawnia dysponująca Tu Turów